# Lommagölen (Enslövs socken, Halland)
Lommagölen är en sjö i Halmstads kommun i Halland och ingår i Fylleåns huvudavrinningsområde. Sjöns area är 0,011 kvadratkilometer och den befinner sig 171 meter över havet.